# Combretum karijonorum
Combretum karijonorum är en tvåhjärtbladig växtart som beskrevs av Richard Evans Schultes. Combretum karijonorum ingår i släktet Combretum och familjen Combretaceae. Inga underarter finns listade i Catalogue of Life.